# 網走番外地
《網走番外地》（日语：あばしりばんがいち）是伊藤一所著之日本小說。以作者在網走刑務所服役經驗撰寫，1956年出版。1959年由日活改編成電影，1965年由東映以高倉健主演改編成系列電影，製作共18集。

## 影像化作品
- 網走番外地 (日活)（日语：網走番外地 (日活)）：由日活製作的同名小說電影版。小高雄二、淺丘琉璃子主演。1959年製作、公開。
- 網走番外地 (東映)（日语：網走番外地 (東映)）：由東映製作的同名小說電影版。高倉健主演。1965年－1972年製作、公開。